# Wiktor Alexandrowitsch Turin
Wiktor Alexandrowitsch Turin (meist Viktor Turin; russisch: Виктор Александрович Турин; * März 1895 in Sankt Petersburg; † 15. Mai 1945 in Moskau) war ein russischer Filmregisseur.

## Leben
Turin studierte an der Theaterschule in Sankt Petersburg. 1912 ging er in die USA und studierte in Boston am Technischen Institut. Danach arbeitete er in Hollywood als Schauspieler und Librettist. 1922 ging er zurück in die Sowjetunion und arbeitete als Regisseur. Es entstand der Dokumentarfilm Losungi Oktjabrja (Лозунги Октября). Turins erster Spielfilm Borba gigantow (Борьба гигантов, 1926) hat den Klassenkampf in der kapitalistischen Gesellschaft zum Thema.
Das Hauptwerk von Wiktor Turin ist der Dokumentarfilm Turksib (Турксиб, 1929) über den Bau der Turkestanisch-Sibirischen Eisenbahn. Er gehört zu den wichtigsten Stummfilmen des russischen Films. Der Film wurde noch vor Vollendung der Strecke fertiggestellt und konnte deshalb propagandistisch eingesetzt werden. Er stellt dar, dass große Rohstoffvorkommen im Osten unerschlossen liegen, da es an Infrastruktur mangelt und der Bau der Eisenbahnstrecke sich daher trotz eines entbehrungsreichen Kampfes gegen die Naturgewalten lohne. Die Dringlichkeit des Baus wird durch ein zum Ende hin gesteigertes Schnitttempo des Films vermittelt.
Auch außerhalb der Sowjetunion fand Turksib Beachtung; John Grierson stellte in Absprache mit Turin eine Fassung des Films her, die großen Einfluss auf die britische Dokumentarfilmbewegung der 1930er Jahre ausübte.
In Deutschland kam der Film nach einer Sondervorstellung am 25. Dezember 1929 im Berliner Marmorhaus zur Aufführung.